# Судзуки, Сэйдзюн
Сэйдзюн Судзуки (яп. 鈴木 清順 Судзуки Сэйдзюн, 24 мая 1923 — 13 февраля 2017)— японский кинорежиссёр и сценарист.

## Ранние годы
В 1941 году по окончании Токийской торговой школы, подал заявление в колледж Министерства сельского хозяйства, но провалился на вступительных экзаменах по физике и химии. Через год успешно поступил в колледж Хиросаки.
В 1943 году во время всеобщей студенческой мобилизации был призван в армию рядовым второго класса. Грузовое судно, на котором его отправили на фронт, было подбито американской подводной лодкой, но Судзуки удалось спастись и уехать на Филиппины. Оттуда его перевели на Тайвань; по пути туда грузовое судно затонуло после атаки американской авиации, Судзуки провёл 7 или 8 часов в океане, прежде чем его спасли.
В 1946 году в звании второго лейтенанта метеорологических войск вернулся в Хиросаки и окончил колледж. После провала на вступительных экзаменах в Токийском университете по приглашению друга поступил на кинематографический факультет академии Камакуры. В октябре 1948 года был нанят ассистентом режиссёра на студию «Офуна» кинокомпании Сётику.

## Никкацу
В 1954 году компания Никкацу, с наступлением войны целиком свернувшая кинопроизводство, начала сманивать молодых ассистентов с других крупных студий обещаниями быстрого карьерного роста. Судзуки перешёл на Никкацу также ассистентом, но с зарплатой, почти втрое превышающей прежнюю. В 1955 году впервые был экранизирован его сценарий («Дуэль на закате», реж. Хироси Ногути). Через год Судзуки стал полноправным режиссёром, его дебютом (под настоящим именем) стал фильм «Победа за мной» в жанре «каё эйга», служившем как средство распространения поп-музыки. Качество фильма произвело впечатление на руководство Никкацу, и с Судзуки заключили долговременный контракт. В основном он работал над фильмами категории B, типовыми жанровыми картинами, снимающимися по жёсткому графику и на скудный бюджет. Режиссёры таких фильмов должны были работать быстро и браться за любой сценарий, отказ от сценария мог грозить увольнением. Судзуки удавалось снимать в среднем 3,5 фильма в год; за все годы на Никкацу он отклонил 2 или 3 сценария.
С третьим фильмом, «Город Сатаны» (1956), в творчество Судзуки прочно вошла тема якудза. В титрах фильма «Красота преступного мира» (1958) впервые появился его псевдоним.
Судзуки начал привлекать внимание публики после выхода фильма «Молодость зверя» (1963), который считается его «прорывом» и который сам режиссёр называет своей первой по-настоящему самобытной работой. Он всё больше уклонялся от жанровых условностей, развивая свой неповторимый сюрреалистический визуальный стиль с элементами чёрного юмора, нарушающий спокойное следование типового сценария.
Постепенно у Судзуки нашлись единомышленники среди актёров и съёмочной группы. Увеличивалось число его поклонников, но при этом росло недовольство режиссёром со стороны президента Никкацу Кюсаку Хори. За фильм «Татуированная жизнь» Судзуки в первый раз предупредили, что он зашёл слишком далеко. Он ответил фильмом «Кармен из Кавати», после которого ему приказали «бросить выкрутасы» и урезали бюджет на следующий фильм. Результат был обратным: в «Токийском скитальце» Судзуки и его постоянный художник Такэо Кимура достигли новых высот сюрреализма и абсурдизма. Следующим шагом руководства студии стало лишение Судзуки цветной плёнки, и он снял свой 40-й фильм за 12 лет работы на Никкацу, ныне признанный шедевром киноавангарда, — «Рождённый убивать», за который его немедленно уволили.

## Судзуки против Никкацу
25 апреля 1968 года Судзуки позвонил секретарь с Никкацу и сказал, что зарплату за этот месяц ему не выплатят. На следующий день двое друзей Судзуки встретились с Хори, сказавшим, что фильмы Судзуки непонятны и не приносят никакого дохода. 10 мая должна была начаться большая ретроспектива фильмов Судзуки, которую спонсировал студенческий киноклуб, однако Хори изъял из оборота все фильмы Судзуки и отказался сотрудничать с киноклубом, заявив, что Никкацу не может поддерживать репутацию режиссёра, фильмы которого понятны лишь избранным, так как демонстрация непонятных и потому плохих фильмов бесчестит компанию.
Судзуки информировал Ассоциацию кинорежиссёров Японии о нарушении контракта и об изъятии своих фильмов из проката. Председатель Ассоциации Хэйноскэ Госё встретился с Хори 2 мая, однако ничего не добился и был вынужден публично заявить о нарушении контракта и права Судзуки на свободу слова. 10 мая состоялось собрание киноклуба, на котором было принято решение вести дальнейшие переговоры о демонстрации фильмов.
7 июня после повторных попыток договориться с Никкацу Судзуки подал иск о нарушении контракта, оценив нанесённый ему ущерб в 7,380,000 йен. Также он потребовал от Хори разослать в три основные газеты письма с извинениями. Затем Судзуки организовал пресс-конференцию, на которой присутствовали представители Гильдий кинорежиссёров, актёров, сценаристов и члены киноклуба. Среди участников были Нагиса Осима, Масахиро Синода, Кэй Кумаи.
12 июля киноклуб провёл демонстрацию, в результате которой организовалась совместная комиссия в поддержку Судзуки, состоящая в основном из кинорежиссёров, актёров, студентов-синефилов и независимых кинорежиссёров. Массовые демонстрации, открытые дискуссии основывались на широком признании фильмов Судзуки и на идее, что публика должна иметь возможность смотреть то, что ей хочется.
Судебное разбирательство закончилось 12 февраля 1971 года. В марте суд призвал стороны к мирному урегулированию конфликта. Переговоры начались 22 марта и закончились 24 декабря — 3,5 года спустя после начала процесса. Компания выплатила Судзуки 1,000,000 йен, а Хори был вынужден принести публичные извинения. По отдельному соглашению компания Никкацу принесла в дар киноцентру Токийского национального музея современного искусства фильмы «Бойцовская элегия» и «Рождённый убивать». Компания, уже в 1968 году, как выяснилось, переживавшая финансовый кризис и накопившая долг почти в 2 миллиона йен, в ходе разбирательства постепенно разрушалась. В августе 1971 года она выпустила последние два фильма и к ноябрю переключилась на производство пинку-эйга (лёгкого порно). Несмотря на победу и широкую поддержку зрителей и деятелей кино, Судзуки был внесён в чёрные списки всех основных кинокомпаний и лишился возможности снимать на 10 лет.

## Позднее признание
В ходе процесса и в последующие годы Судзуки публиковал сборники эссе, поставил несколько телефильмов, снимал сериалы и рекламу, сам снимался в небольших ролях у других режиссёров. В 1977 году он вернулся в кино, сняв на студии «Сётику», на которой когда-то начинал ассистентом, психологический триллер «История о грусти и печали», не имевший успеха.
В 1980 году Судзуки начал сотрудничать с продюсером Гэндзиро Арато и снял фильм «Цыганские напевы», ставший первой частью так называемой «трилогии Тайсё». Когда крупные кинотеатры отказались от фильма, Арато устроил передвижной кинотеатр под тентом, в котором фильм демонстрировался с огромным успехом. Также фильм удостоился почётного упоминания на 31-м Берлинском кинофестивале, 4-х премий (в том числе за лучший фильм и лучшую режиссуру) и 5-ти номинаций Японской киноакадемии и был назван кинокритиками лучшим японским фильмом 1980 года. Через год последовала вторая часть трилогии — «Театр жаркой поры», а ещё через 10 лет — третья, «Юмэдзи».
Первая ретроспектива фильмов Судзуки за пределами Японии состоялась в 1984 году в Италии. Передвижная ретроспектива 1994 года состояла из 14 фильмов. В 2001 году Никкацу организовало ретроспективу более чем из 20 фильмов. Наконец, в 2006 году, к 50-летнему юбилею режиссёрского дебюта Судзуки, на Международном кинофестивале в Токио Никкацу представила ретроспективу из 48 фильмов.
Благодаря ретроспективам 1980-х и выпуску фильмов на видео в конце 1990-х Судзуки заслужил признание за пределами Японии. Среди режиссёров, признавших влияние Судзуки на собственное творчество, — Джим Джармуш, Такэси Китано, Вонг Карвай и Квентин Тарантино.
В 2001 году Судзуки снял «Пистолетную оперу», свободное продолжение «Рождённого убивать»; в 2005 году вышла его музыкальная мелодрама «Дворец Тануки» («Принцесса-енот»). В интервью 2006 года Судзуки заявил, что больше не планирует снимать из-за проблем со здоровьем: будучи болен эмфиземой лёгких, он был постоянно подключён к портативному респиратору.
Умер в токийской больнице от хронической обструктивной болезни лёгких.

## Частичная фильмография
- 1958 — Красота преступного мира / 暗黒街の美女
- 1960 — Цель — тюремный фургон / １３号待避線より　その護送車を狙え
- 1963 — Молодость зверя / 野獣の青春
- 1963 — Странник из Канто / 関東無宿
- 1964 — Цветок и злые волны / 花と怒濤
- 1964 — Врата плоти / 肉体の門
- 1964 — Наша кровь не простит / 俺たちの血が許さない
- 1965 — История проститутки / 春婦伝
- 1965 — Истории ублюдков: рождённые под несчастливой звездой / 悪太郎伝　悪い星の下でも
- 1965 — Татуированная жизнь / 刺青一代
- 1966 — Кармен из Кавати / 河内カルメン
- 1966 — Токийский скиталец / 東京流れ者
- 1966 — Бойцовская элегия / けんかえれじい
- 1967 — Рождённый убивать / 殺しの烙印
- 1977 — История о грусти и печали / 悲愁物語
- 1980 — Цыганские мотивы / ツィゴイネルワイゼン
- 1981 — Театр жаркой поры / 陽炎座
- 1985 — Капоне много плачет / カポネ大いに泣く
- 1985 — Люпен III: Легенда о золоте Вавилона / ルパン三世 バビロンの黄金伝説
- 1991 — Юмэдзи / 夢二
- 2001 — Пистолетная опера / ピストルオペラ
- 2005 — Принцесса-енот / オペレッタ狸御殿